# Acidentes ferroviários em Morpeth
A cidade de Morpeth, em Northumberland, Inglaterra, tem o que é considerado a curva mais apertada de toda a malha ferroviária britânica. A pista gira aproximadamente 98° de noroeste para leste, imediatamente a oeste da estação de Morpeth em uma seção rápida da East Coast Main Line. Este foi um fator importante em três descarrilamentos graves entre 1969 e 1994. A curva tem uma restrição de velocidade permanente de 50 milhas por hora (80 km/h). Isso levou à introdução de placas triangulares de alerta de velocidade com um contorno amarelo, por vezes apelidadas de placas Morpeth, bem como um Sistema de Alerta Automático na cabine do maquinista, para alertá-los.

## Descarrilamento de 1877
Em 25 de março de 1877, às 22h30, um trem que partiu de Edimburgo rumo a London King's Cross descarrilou na curva. Estava viajando a apenas 25 milhas por hora (40 km/h). O oficial da Inspetoria Ferroviária que realizou o inquérito, Capitão Henry Tyler, descobriu que a pista defeituosa era a culpada. 
Ele também comentou, de forma perspicaz: "Obviamente, seria melhor se uma linha de desvio pudesse ser construída, para evitar o uso de uma curva tão acentuada em uma linha principal". Mais de 140 anos depois, esta "linha de desvio" ainda não foi construída

## Descarrilamento de 1969
Em 7 de maio de 1969, o Aberdonian, um trem expresso de vagão-leito que havia partido de Londres para Aberdeen, descarrilou na curva. O trem em questão consistia em uma locomotiva Deltic com 11 vagões. Seis pessoas morreram, 21 ficaram feridas e o telhado da plataforma norte da estação foi danificado. O trem estava viajando a 80 milhas por hora (130 km/h). O condutor, aparentemente, permitiu que sua atenção vagasse porque estava pensando em uma carta oficial que havia recebido, pedindo uma explicação sobre o tempo perdido em uma viagem anterior.
A investigação deste acidente levou à implementação de alertas para grandes restrições de velocidade através do Sistema de Alerta Automático. No entanto, apesar da recomendação para este sistema decorrente do acidente de 1969 e da referência comum aos "avisos de Morpeth", a restrição de velocidade gradativa para a curva não atendeu às diretrizes para este sistema e não foi instalada até, pelo menos, após o descarrilamento de 1984.

## Descarrilamento de 1984
O trem de Aberdeen para Londres descarrilou no mesmo local em 24 de junho de 1984. Não houve mortes, mas 29 passageiros e 6 tripulantes ficaram feridos. Duas casas escaparam por pouco de serem demolidas pelos vagões descarrilados. A velocidade estimada para a viagem era de 85 a 90 mph (137 a 145 km/h). O trem em questão consistia em uma locomotiva Class 47, sete vagões-leito British Rail Mark 3, além de dois vagões de frenagem British Railways Mark 1.
O condutor envolvido neste acidente foi processado por estar sob a influência de álcool, mas foi absolvido após o que foi descrito pelo Expert Witness Institute como uma defesa de emboscada, termo usado na jurisprudência do Reino Unido para indicar que as provas da defesa não foram apresentadas com antecedência às autoridades de acusação, levando à sua incapacidade de refutá-la. O funcionário teria consumido álcool antes e depois de agendar o serviço, mas a defesa rebateu que ele sofria de bronquite e, no passado, já havia tido fortes ataques de tosse que o fizeram cair inconsciente.

## Acidente de 1992
Um outro acidente, não relacionado à famosa curva, ocorreu em 13 de novembro de 1992, quando uma colisão entre dois trens de carga, em Morpeth, levou a uma morte. Uma locomotiva Class 56 bateu na traseira de um trem carregado de tubos. A cabine da locomotiva foi esmagada e o condutor morreu. O acidente ocorreu durante um trabalho de engenharia e foi o resultado da falha do maquinista e do sinalizador em Morpeth em chegar a um entendimento claro sobre os movimentos necessários.

## Descarrilamento de 1994
Em 27 de Junho de 1994, um trem expresso de encomendas acidentou-se na curva. A locomotiva e a maioria dos vagões capotaram, sem fatalidades, mas causando ferimentos ao condutor. Como nos acidentes de 1969 e 1984, o trem estava viajando a 80 mph (130 km/h). O Health and Safety Executive estima que os trens podem capotar acima de 75 mph (120 km/h), e observou que "o acidente de Morpeth em 1994 foi um evento muito sério, que poderia facilmente ter sido fatal".